# Catonephele cortesi
La mariposa punta de fuego (Catonephele cortesi) es una especie endémica de México, de la familia Nymphalidae. Los holotipos macho provienen de Acahuizotla, Guerrero. La etimología del nombre fue en honor a Hernán Cortes, conquistador de México. se ha encontrado en Panamá

## Descripción
Antenas, cabeza, tórax y abdomen son de color negro en su vista dorsal. Este último con escamas rojizas. En las alas anteriores el margen costal es convexo, el interno es ligeramente curvo, y el margen externo es curvo con el ápice prolongado. Las alas anteriores en su superficie son de color negro, con una banda anaranjada ancha (carácter, con la que se diferencia de la especie del golfo  C. mexicana, ya que en esta especie la banda es más delgada). Ápice, presenta una mancha rojiza y parte de la mitad del margen externo. Las alas posteriores son del mismo color negro que las anteriores, con la continuación de la banda diagonal anaranjada que cruza, desde margen anal o interno al costal. Ventralmente las alas anteriores presentan mismo patrón de mancha anaranjada, el fondo es café-rojizo, en el área marginal, submarginal, y celda discal. En las alas posteriores el fondo es café rojizo, con las dos celdas cercanas al margen costal más claras, y las tres celdas cercanas al margen anal. Antenas, palpos, tórax, abdomen, y antenas en su vista ventral son de color blanco.

## Distribución
Oeste de México, en los estados de Colima, Jalisco, Michoacán, Nayarit, Guerrero, y el sur de Oaxaca. y en Panamá

## Hábitat
Parece estar asociada con el bosque tropical subperennifolio, o selva alta o mediana subcaducifolia,  aunque ocasionalmente se le ha registrado dentro del bosque mesófilo de montaña.

## Estado de conservación
No está enlistada en la NOM-059.